# WTA-toernooi van Marco Island
Het WTA-toernooi van Marco Island was een tennistoernooi voor vrouwen dat van 1983 tot en met 1986 plaatsvond in de Amerikaanse plaats Marco Island (Florida).
De WTA organiseerde het toernooi, dat driemaal werd gespeeld op gravel en één keer op hardcourtbanen.
In 1983 en in 1985 werd door 56 deelneemsters gestreden om de titel in het enkelspel – aan het kwalificatietoernooi voor het enkelspel namen 32 speelsters deel, met acht plaatsen in het hoofdtoernooi te vergeven. In de overige jaren werd door 32 of 24 deelneemsters per jaar gestreden om de titel in het enkelspel, en door 8 paren om de dubbelspeltitel – er was toen geen kwalificatietoernooi aan verbonden.

## Officiële namen
| 1983–1984 | Avon (Tennis) Cup       |
| 1985      | BMW Championships       |
| 1986      | Tournament of Champions |

## Meervoudig winnaressen enkelspel
| speelster      | aantal titels | in de jaren |
| -------------- | ------------- | ----------- |
| Bonnie Gadusek | 2             | 1984, 1985  |

## Enkel- en dubbelspeltitel in één jaar
| speelster     | in het jaar |
| ------------- | ----------- |
| Andrea Jaeger | 1983        |

## Finales

### Enkelspel
| Datum      | Naam                    | ($)     | Ondergrond        | Winnares       | Verliezend finaliste | Uitslag       |
| ---------- | ----------------------- | ------- | ----------------- | -------------- | -------------------- | ------------- |
| 1983-01-24 | Avon Tennis Cup         | 100.000 | gravel, buiten    | Andrea Jaeger  | Hana Mandlíková      | 6-1, 6-3      |
| 1984-01-23 | Avon Cup                | 100.000 | gravel, buiten    | Bonnie Gadusek | Kathleen Horvath     | 3-6, 6-0, 6-4 |
| 1985-01-28 | BMW Championships       | 100.000 | hardcourt, buiten | Bonnie Gadusek | Pam Casale           | 6-3, 6-4      |
| 1986-03-31 | Tournament of Champions | 150.000 | gravel, buiten    | Chris Evert    | Claudia Kohde-Kilsch | 6-2, 6-4      |

### Dubbelspel
| Datum      | Naam                    | ($)     | Ondergrond        | Winnaressen                          | Verliezend finalistes           | Uitslag       |
| ---------- | ----------------------- | ------- | ----------------- | ------------------------------------ | ------------------------------- | ------------- |
| 1983-01-24 | Avon Tennis Cup         | 100.000 | gravel, buiten    | Andrea Jaeger Mary-Lou Piatek        | Rosie Casals Wendy Turnbull     | 7-5, 6-4      |
| 1984-01-23 | Avon Cup                | 100.000 | gravel, buiten    | Hana Mandlíková Helena Suková        | Anne Hobbs Andrea Jaeger        | 3-6, 6-2, 6-2 |
| 1985-01-28 | BMW Championships       | 100.000 | hardcourt, buiten | Kathy Jordan Elizabeth Smylie        | Camille Benjamin Bonnie Gadusek | 6-3, 6-3      |
| 1986-03-31 | Tournament of Champions | 150.000 | gravel, buiten    | Martina Navrátilová Andrea Temesvári | Kathy Jordan Elise Burgin       | 7-5, 6-2      |

ITF-toernooien (mannen en vrouwen)

ATP-toernooien (mannen) – ATP-seizoen 2025

WTA-toernooien (vrouwen) – WTA-seizoen 2025

Voormalige toernooien mannen
Voormalige toernooien vrouwen
Voormalige amateurtoernooien